# Rzeczpospolita (krant)
Rzeczpospolita is een Poolse conservatief-liberale krant die van maandag tot en met zaterdag elke ochtend wordt uitgegeven. Het dagblad verscheen oorspronkelijk in broadsheetformaat, maar sinds 16 oktober 2007 wordt het op tabloidformaat gedrukt. Het heeft een gemiddelde oplage van 93.920 (gemeten in februari 2013). De naam Rzeczpospolita is Pools voor 'republiek' en verwijst naar Rzeczpospolita Polska, de officiële naam van Polen.

## Geschiedenis
Er hebben door de jaren heen drie kranten bestaan met de naam Rzeczpospolita. De eerste Rzeczpospolita werd in 1920 opgericht door Ignacy Jan Paderewski. Dit blad werd oorspronkelijk gebruikt door de politieke partij Stronnictwo Chrześcijańsko-Narodowe (SChN) voor propaganda, maar het werd mettertijd meer onafhankelijk. De laatste editie van deze krant werd in 1932 uitgegeven.
De tweede Rzeczpospolita werd in 1944 opgericht om Sovjet-Russische propaganda te verspreiden. Het Rode Leger had in de Tweede Wereldoorlog delen van Polen op nazi-Duitsland veroverd. Het Pools Comité van Nationale Bevrijding (PKWN) werd ingesteld om over deze gebieden te regeren. Het PKWN gebruikte de Rzeczpospolita in een poging om de Poolse bevolking voor zich te winnen. Na de oprichting van de Poolse Verenigde Arbeiderspartij in 1948 werd de partijkrant Trybuna Ludu uitgegeven. Polen had bijna twee jaar lang zowel een overheidskrant als een partijkrant, totdat in 1950 de Rzeczpospolita werd opgeheven.
De Rzeczpospolita werd in 1982 opnieuw opgericht als overheidskrant. In het begin van de jaren tachtig stond de regering van Polen in formeel opzicht los van de Poolse Verenigde Arbeiderspartij, dus was een overheidskrant weer nodig om als spreekbuis van de regering te fungeren. Na afloop van de communistische periode zorgde premier Tadeusz Mazowiecki ervoor dat Rzeczpospolita echt onafhankelijk werd.